# Valgrind
A Valgrind debug feladatokhoz – elsősorban memória debughoz, memóriaszivárgás-érzékeléshez és teljesítményméréshez (profiling) – használatos programozói eszköz. A Valgrind név maga a skandináv mitológiából ered, ott a Valhalla főbejáratát jelöli.
A Valgrindet eredetileg ingyenes memória debuggernek tervezték x86 alapú Linux rendszerekhez, de egy általános keretrendszerré fejlődött, amivel dinamikus elemzőeszközök készíthetőek, például profilerek. (Számos eszköz része a keretrendszernek, de felépítéséből eredően bővíthető újabb eszközökkel.) A programot számos Linux alapú projekt használja tesztelésre.
A program eredeti szerzője Julian Seward, aki 2006-ban díjat nyert (Google-O'Reilly Open Source Díj, második hely) a Valgrinden végzett munkájáért. Sokan mások is jelentősen hozzájárultak a projekthez, többek közt Cerion Armour-Brown, Jeremy Fitzhardinge, Tom Hughes, Nicholas Nethercote, Paul Mackerras, Dirk Mueller, Josef Weidendorfer és Robert Walsh.
A Valgrind a szabad szoftver GNU General Public License alatt lett terjesztve.

## Áttekintés
A Valgrind alapvetően egy virtuális gép, ami futásidejű fordítás (JIT) technikát alkalmaz. Az eredeti (vizsgálandó) program kódjából semmi sem fut közvetlenül a hoszt processzoron, ehelyett a Valgrind először átfordítja a programot egy átmeneti, egyszerűbb formára, ezt köztes reprezentációnak (Intermediate Representation) hívják, ami egy processzor-független forma. Az átfordítás után az eszköz (lásd lentebb) szabadon átalakíthatja ezt a köztes kódot, majd végül a Valgrind visszafordítja az átalakított kódot és futtatja a hoszt processzoron.
Ez a kódátfordítás lelassítja a program futását, tipikusan négy-ötször lassabban fut egy Valgrinddel elemzett program az eredetihez képest.

## Eszközök
Több eszköz is be van építve a Valgrind programba és számos külső eszköz is elérhető. Az alapértelmezett és leggyakrabban használt eszköz a
Memcheck. A Memcheck extra utasításokat szúr be lényegében minden utasítás köré, amelyekkel követi a memóriakezelés érvényességét. (Használat előtt inicializálva van-e a memóriaterület, és így tovább.)
A Memcheck lecseréli a szabványos C memória lefoglalót a saját implementációjával, amely minden lefoglalt memória körül „memóriaőröket” tartalmaz. Ez képessé teszi arra, hogy érzékelje, ha a program olvas vagy ír kicsivel a lefoglalt memórián kívül.
A Memcheck által felismert hibák:
- Inicializálatlan memória használata
- Írás/olvasás korábban már felszabadított memóriaterületről
- Írás/olvasás a lefoglalt memórián (kicsivel) kívülről
- Memóriaszivárgás

Az ára mindezeknek a teljesítmény. Egy Memcheckkel futtatott program tipikusan 5-20x lassabban fut, mintha a Valgrind nélkül futna, és több memóriát is használ. Mindezek miatt kevés fejlesztő futtatja a kódját egyfolytában Memcheck alatt, leggyakrabban csak hibakeresés során használják egy-egy adott hiba felderítésére. Ezen felül használják programok érvényesítésére: megnézik, hogy a program nem tartalmaz-e olyan rejtett hibát, amelyet a Memcheck képes érzékelni.
A Memcheck eszközön felül a Valgrind még számos másik eszközt is tartalmaz:
- Massif, egy heap profiler.
- Helgrind, képes érzékelni versenyhelyzeteket többszálú kódban
- Cachegrind, egy cache profiler és a grafikus felülete a GUI KCacheGrind

Még számos külső fejlesztésű eszköz elérhető a Valgrindhez.

## Támogatott platformok
A Valgrind 3.3.0 verziója támogatja a Linuxot x86, x86-64 és PowerPC rendszereken. Léteznek nem hivatalos portok más UNIX-szerű rendszerekre (például FreeBSD, NetBSD és Mac OS X). Jelenleg nincs port Microsoft Windows rendszerekre és nincs is a rövid távú tervek közt ilyen, de van egy kísérleti verzió, amely képes a Wine programon keresztül Windows programokat debuggolni Linux rendszereken futtatva.

## Korlátok
A teljesítménycsökkenés mellett komoly korlátja a Valgrindnek, hogy nem képes detektálni a statikusan foglalt adatok esetében a tömbhatár-átlépést.
A következő kód hiba nélkül át fog jutni a Memcheck eszközön a Valgrindben, a nyilvánvaló hibák ellenére.
```
  
int
 
Static
[
5
];

  
int
 
func
(
void
)

  
{

    
int
 
Stack
[
5
];

    
Static
[
5
]
 
=
 
0
;
  
/* Hiba - Static[0]-tól Static[4]-ig létezik, de Static[5] már kívül van*/

    
Stack
 
[
5
]
 
=
 
0
;
  
/* Hiba - Stack[0]-tól  Stack[4]-ig létezik,  de Stack[5] már kívül van */

    
return
 
0
;

  
}

```

A fontosságát az adja ennek a hiba típusnak, hogy ezek a hibák sebezhetővé teszik a programot puffer túlcsordulásos támadással szemben.

## Külső hivatkozások
- Nicholas Nethercote and Julian Seward: Valgrind: A Framework for Heavyweight Dynamic Binary Instrumentation. Proceedings of ACM SIGPLAN 2007 Conference on Programming Language Design and Implementation (PLDI 2007). ACM
- Julian Seward and Nicholas Nethercote: Using Valgrind to detect undefined value errors with bit-precision. Proceedings of the USENIX Annual Technical Conference 2005. USENIX Association
- J. Seward, N. Nethercote, J. Weidendorfer and the Valgrind Development Team. Valgrind 3.3 — Advanced Debugging and Profiling for GNU/Linux applications [archivált változat]. Network Theory Ltd, 164 pages. o. (2008. március 1.). ISBN 0954612051. Hozzáférés ideje: 2009. március 9. [archiválás ideje: 2013. augusztus 18.]